# Guettarda ochreata
Espèce
Statut de conservation UICN

 NT  : Quasi menacé
Guettarda ochreata est une espèce de plantes de la famille des Rubiaceae.

## Publication originale
- Linnaea 28: 496–497. 1856.